# 立山カルデラ

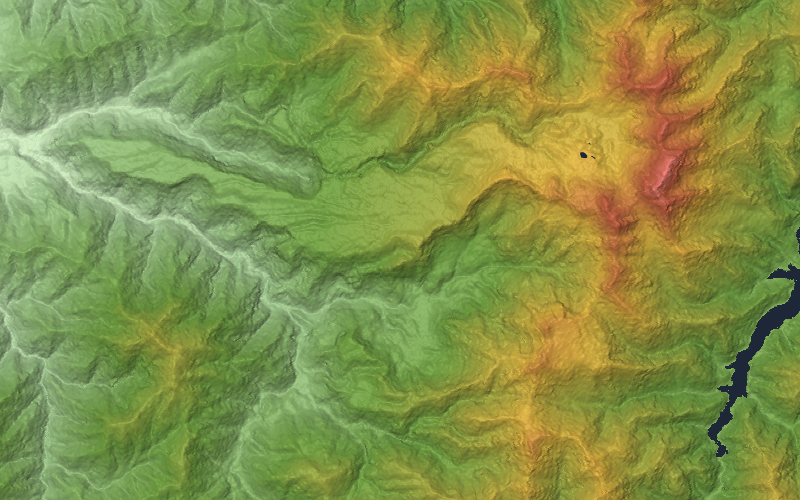
立山火山(弥陀ヶ原火山とも)の地形図。左へ伸びる平坦部が弥陀ヶ原。中央右の窪地が立山カルデラ。

立山カルデラ（たてやまカルデラ）は、富山県南東部の立山に含まれる立山火山の一部である。
2007年に、富山県では魚津埋没林と共に、日本の地質百選に選定された。

## 地理

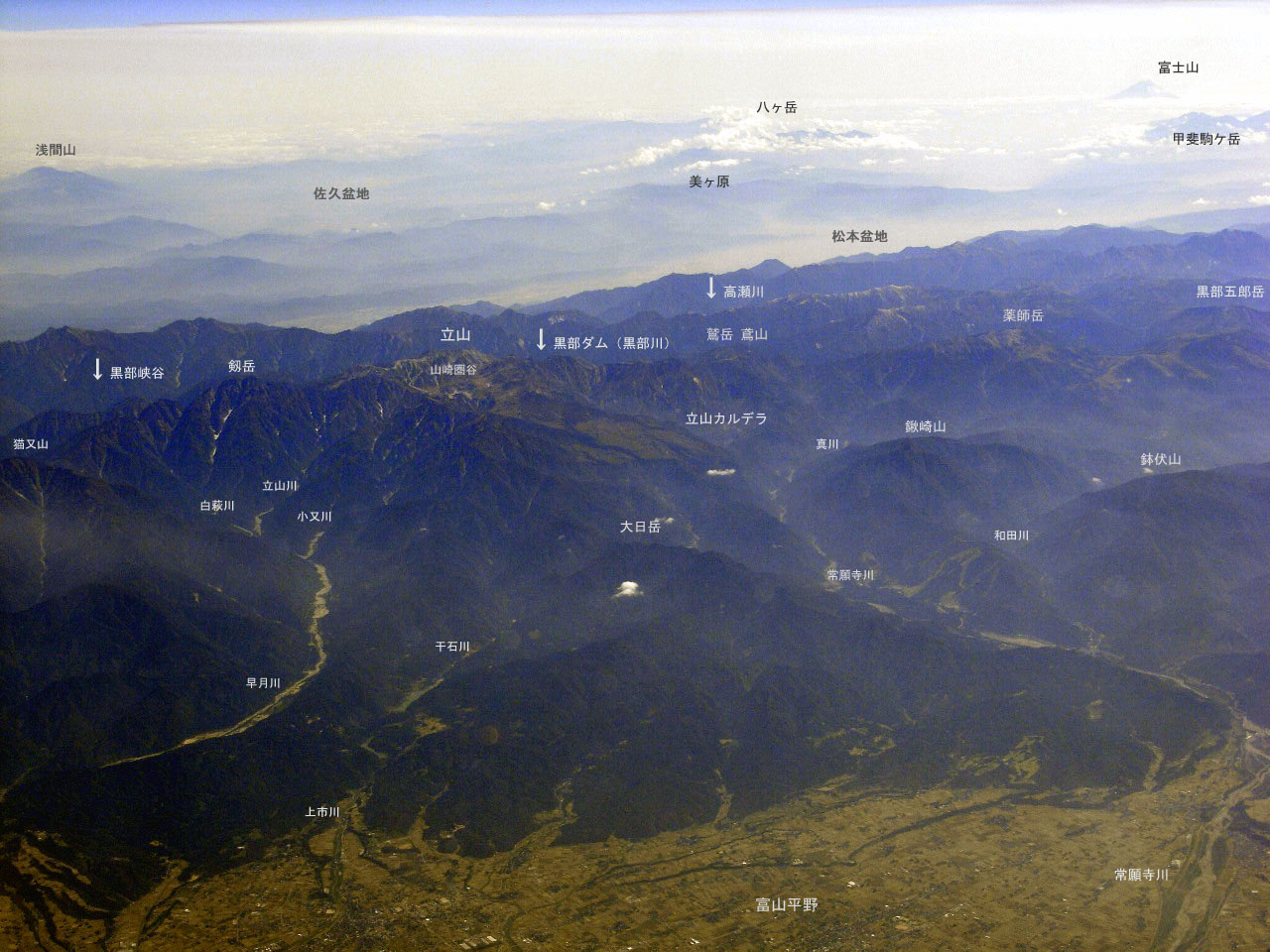
鳶山と立山カルデラ

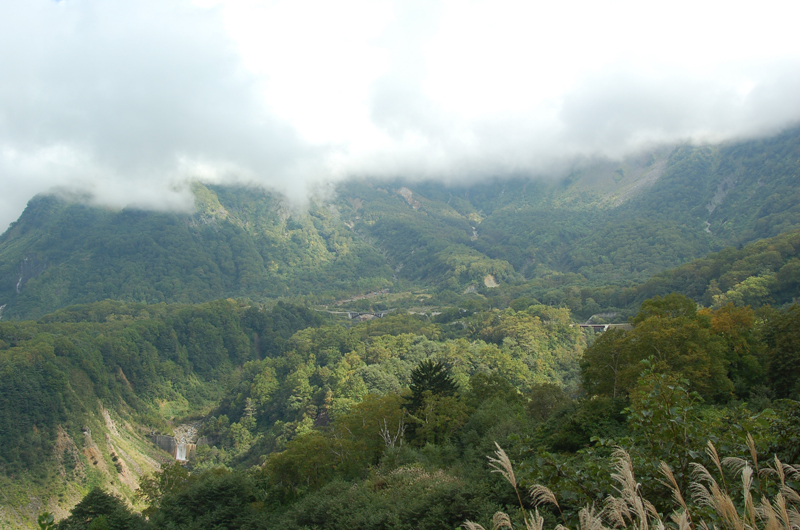
鳶山跡

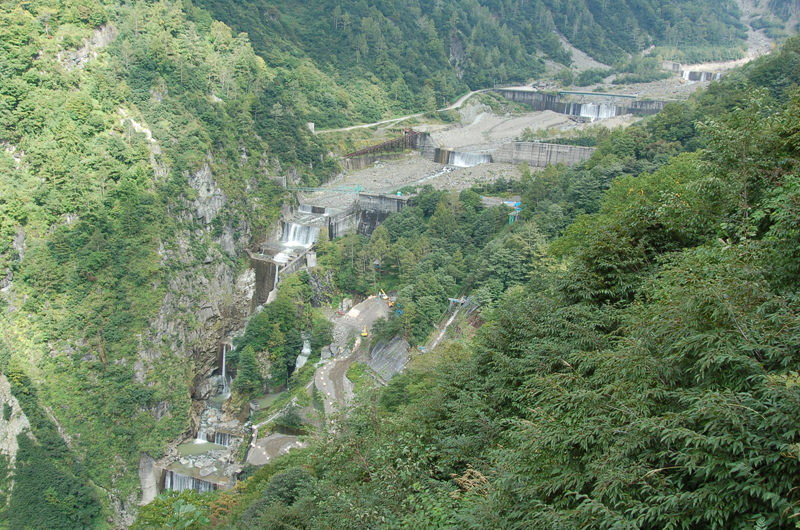
白岩砂防ダムと土砂

北に天狗山・国見岳、東に龍王岳・獅子岳、南に鷲岳・鳶山を外輪山とする西開きのカルデラである。カルデラの広さは、東西およそ6.5 km、南北およそ5.0 km。立山火山の崩壊と侵食によってできた。
以前、立山カルデラは約10万年前の称名滝火砕流を噴出する噴火によって形成された陥没カルデラであると考えられていたが、現在では侵食カルデラであると考えられている。そのため、地質調査所主任研究官の中野俊など、カルデラとは呼びたくないと言明する研究者もいる。なお、カルデラ内には、泥鰌池や多枝原池、刈込池などといった小さな湖沼（主に堰止湖）も点在し、一部の湖沼では、過去に放流されたニジマスやフナなどが定着し、自然繁殖を繰り返している。
また、カルデラ内には、かつて立山からザラ峠、針ノ木峠を経て大町へ抜ける立山新道と呼ばれた古道があり、古道上には立山温泉と呼ばれる温泉旅館が存在した。温泉旅館は、江戸時代には立山信仰の登山者、明治時代以降は北アルプス目当ての登山者や砂防ダム建設の作業員などで賑わいを見せていたが、度重なる水害などにより荒廃し1971年に廃湯となっている。

## 火山史・利用の歴史
約22万年前に立山西斜面の火山活動が始まる。その後、立山カルデラが生成し、侵食が進むにつれ弥陀ヶ原と五色ヶ原を分割する格好となった。
1858年4月9日に発生した飛越地震により鳶山崩れが併発した。これにより、かつての大鳶山と小鳶山は完全に崩壊し、立山カルデラに大量の土砂が流れ込んだ。カルデラ内では立山温泉の温泉客と従業員が土石流により死亡。常願寺川上流部では天然ダムが発生。金沢藩と富山藩により警戒避難対策が講じられたが、4月23日（旧暦3月10日）、6月8日（同4月26日）の2度にわたり決壊、3万石以上に相当する田地が土砂に埋まり、死者・流失家屋も多数。下流の平野部に大きな被害をもたらした。また、カルデラ内からザラ峠を抜けて北アルプスにアクセスする登山ルート（古道）がなくなった。
その後も度重なる災害が発生し、最近では1969年の豪雨により一部の箇所が大規模に崩落。後にカルデラ内の立山温泉（前述）がルート寸断により廃止に追い込まれた経緯がある。
2016年、カルデラ内を地熱発電の適地として有望視していた富山県企業局が中心となり、立山温泉地域地熱資源活用協議会を発足。2017年度に旧立山温泉付近で掘削調査が実施される予定。

## 砂防工事
飛越地震の後、土砂流出災害が度重なったため、富山県は1906年（明治39年）、国庫補助を受けて白岩砂防堰堤より上流の砂防工事に着手した。しかし、この白岩砂防ダムも、1919年（大正8年）、1922年（大正11年）と続けて破壊されてしまった。そのため、富山県だけで本事業を行うのが困難となり、1926年（大正15年）、国直轄の事業に変更となった。
その後、1931年（昭和6年）に千寿ヶ原～白岩間の砂防工事用トロッコ軌道（国土交通省立山砂防工事専用軌道）が開通し、資材輸送ルートが完成。1937年（昭和12年）には日本一の貯砂量をもつ本宮砂防ダム（国の登録有形文化財に登録）が完成。1939年（昭和14年）には10年の歳月をかけた白岩堰堤（国の重要文化財指定）が完成。7基の副ダムの複合体としてのダムとして、高さ63 m、落差108 mの規模は、ともに日本一の高さである。本砂防事業内だけで2つの日本一を有している稀な事業となっている。その他、カルデラ内外に数多くの砂防ダムを築き、富山平野への土砂流出を防いでいる。
この砂防事業に対し、幸田文は著書『崩れ』 に感銘した旨を書いている。カルデラ内には『崩れ』の文学碑も建てられている。
現在でも、流出すれば富山平野が1 - 2メートルは埋没してしまうといわれるほどの大量の土砂（約2億 m3、黒部ダムの総貯水量約2億トンとほぼ同じ量）が立山カルデラに残っている。そのため、流出防止のため大規模な砂防工事が、白岩砂防ダム含め今日においても毎年約50億円の予算をかけ行われている。ただし、冬期は20メートルほど積雪があるので、雪害を防ぐために工事は4月～10月しか行うことができない。11月～4月の間は工事を中止し、現地工事事務所の建物のほとんどと砂防工事用トロッコの橋脚を撤去している。
その工期は無期限と現在では考えられている。原因は、火山灰が大量に堆積し生成された土砂の地質のため、砂防ダムを建設しても「土砂の上にコンクリートのダムを造っている」ような大自然から考えると脆弱なものであり、完全に流出防止させることはその土砂の堆積量からも不可能とされているためである（強固な岩盤地質はカルデラ周辺部に露出した柱状節理があるが、カルデラ内では分厚い堆積物の下にあり、ないに等しい）。工事中および休止中でも立山カルデラの様子は24時間態勢でカルデラ内各所に設置された監視カメラで監視されており、不意の事態の場合には、山道を使っての避難やヘリコプターによる避難の態勢が取られている。10 km以上離れた立山駅周辺においても、カルデラ砂防博物館屋上からヘリコプターで避難できるようになっている。そのため、立山カルデラの砂防工事は世界的にも有名になっている。
2007年、富山県は「立山・黒部～防災大国日本のモデル－信仰・砂防・発電－～」をテーマに、世界文化遺産登録に向けて提案を行い、「暫定一覧表候補の文化遺産（カテゴリーⅡ）」に位置づけられた。
富山県立山町には立山カルデラ砂防博物館があり、立山カルデラや周辺の砂防工事の歴史・展示紹介、見学会の受付（郵送・インターネットによる事前の応募と抽選による）を行っている。見学会では工事用トロッコやバスからカルデラの様子を見ることができる。
なお、それ以外の手段（上記「カルデラ内からザラ峠を抜けて北アルプスにアクセスする登山ルート（廃道）」、「工事関係者のみ通行許可された林道」、「常願寺川沿いの砂防工事用トロッコ軌道以外のルート」など）では、道がないことや廃道、通行禁止の立て看板、ゲート、連絡所の設置などにより立山カルデラ内は国土交通省及び富山県により関係者以外の車輌乗り入れ・立ち入りは禁止されている。